# Betty Driver
Elizabeth Mary "Betty" Driver (20 de mayo de 1920 – 15 de octubre de 2011) fue una cantante, actriz  y autora de nacionalidad británica, conocida principalmente por su papel de Betty Williams en la serie televisiva Coronation Street, en la que actuó en más de 2.800 episodios. también intervino en el spin-off Pardon the Expression.

## Primeros años
Nacida en Leicester, Inglaterra, era la mayor de las dos hijas de Frederick y Nellie Driver. Su padre, que había luchado en la Primera Guerra Mundial, era policía. Sin embargo, la gran influencia en su vida vino de parte de su madre.
La familia se mudó a Didsbury, en Manchester, en 1922, residiendo allí junto a otras familias de policías. Driver fue a una escuela en Wilbraham Road. Cuando ella tenía siete años de edad, la familia fue a ver un espectáculo llamado Quaintesques. El protagonista, Billy Manders, pidió que el público hiciera un coro y Driver destacó tanto, que Manders le pidió que se presentara más adelante para actuar con él. A partir de entonces la madre de Driver la llevó a diversos concursos de talentos en Mánchester, ganándolos todos.

## Carrera
A los 8 años de edad Driver empezó a actuar de modo profesional, forzada por su madre para actuar en la Compañía de Teatro de Repertorio Terence Byron. A los 10 años cantaba para la BBC y empezó a viajar en gira con una revista a los 12 años. Mientras actuaba en Londres con 14 años, Driver fue descubierta por el agente Bert Aza, que colaboraba con su hermano Archie Pitt, marido de Gracie Fields. A pesar de su temprana edad, obtuvo el primer papel de Mr Tower Of London, obra con la cual Gracie Fields había conseguido la fama 19 años antes. También contactó con ella George Formby, Jr. tras haberla visto actuar en Mánchester. Formby y su esposa, Beryl Ingham, querían que Driver actuara en el nuevo film de la pareja, Boots! Boots! pero, según Driver, cuando Beryl Formby vio los ensayos, decidió que no quería ser superada por Driver. Aun así, los productores no retiraron su nombre de los títulos de crédito.
A los 16 años actuaba en el circuito teatral del West End londinense, en un show titulado Home and Beauty. El director cinematográfico Basil Dean, tras verla en Jimmy Hunter's Brighton Follies, la escogió para trabajar en 1938 en Penny Paradise, filmada en los Estudios Ealing. Tras unos meses actuando en variedades y en la radio, volvió a estudio para hacer un segundo film, Let's Be Famous. Se acababa de completar la cinta cuando empezó la Segunda Guerra Mundial y los estudios hubieron de cerrar. Con 19 años, Driver retomó las giras por el país con shows de variedades, y en esa época cambió su imagen haciéndose cantante de baladas. 
Driver siguió en las variedades, estrenando en el Coventry Hippodrome y compartiendo cartel con la familia Andrews family - Ted, Barbara y su hija Julie Andrews. También viajó con regularidad a Bristol para cantar en un show radiofónico llamado Ack Ack Beer Beer, haciendo su última película en 1941, Facing The Music.
En la década de 1940 se hizo una destacada cantante de big band, y durante la Segunda Guerra Mundial viajó por Europa con la Entertainments National Service Association entreteniendo a las tropas. También actuó siete años en un show radiofónico titulado Henry Hall's Guest Night y en un programa propio, A Date with Betty, emitido en directo desde el People's Palace de Londres el 14 de julio de 1949. En esos años grabó muchas canciones populares, confirmándose como cantante. Driver viajó a Australia, donde interpretó su propio show, y en su viaje llegó a Chipre, Malta y Oriente Medio. A su vuelta a Inglaterra England actuó en varias comedias de Ealing, en piezas teatrales como The Lovebirds, Pillar to Post y What A Racket, y en televisión junto a James Bolam en Love on the Dole.
En 1964 hizo pruebas para interpretar el personaje de Hilda Ogden en la serie televisiva Coronation Street, aunque el papel fue para la actriz Jean Alexander. Más adelante fue elegida para actuar en la serie Pardon the Expression, un spin-off de Coronation Street, en la que actuaba Arthur Lowe. Tras un tiempo en el programa, ella se retiró y comenzó a dirigir un pub, el Cock Hotel en Whaley Bridge, Derbyshire, junto a su hermana Freda.
Sin embargo, en 1969 la persuadieron para salir de su retiro a fin de encarnar a Betty Turpin en Coronation Street, un papel que interpretaría a lo largo de más de 40 años. Fue la camarera que más tiempo sirvió en los ficticios Rover's Return y Betty's Hot Pot.
Driver escribió unas memorias sobre sus años en la radio y la televisión, que tituló Betty, y que se publicaron en 2000. En 1999 fue nombrada Miembro de la Orden del Imperio Británico (MBE) por la Reina Isabel II del Reino Unido, y en mayo de 
2010 recibió el premio por su trayectoria artística concedido por The British Soap Awards.

## Vida personal
En diciembre de 1953, se casó en Londres con el cantante sudafricano Wally Peterson, en contra de la opinión de su madre. Peterson había conocido a Driver participando en un número en The Betty Driver Show en 1949. La pareja se trasladó a Sudáfrica, pero ella volvió al cabo de pocos meses y, tras siete años de matrimonio, la pareja se separó a causa de las infidelidades de él.
Vivió con su hermana Freda, cuidándola hasta su muerte, ocurrida en diciembre de 2008. Driver fue la madrina de James Roache, hijo de Bill Roache, actor que interpretaba a Ken Barlow en Coronation Street.
Driver, que era vegetariana, fue traslada a un hospital de Mánchester el 11 de mayo de 2011 por sufrir una neumonía, falleciendo el 15 de octubre, a los 91 años de edad.

## Filmografía
- Boots! Boots! (1934)
- Penny Paradise (1938)
- Let's Be Famous (1939)
- Facing the Music (1941)